# Vanhouttea lanata
Vanhouttea lanata là một loài thực vật có hoa trong họ Tai voi. Loài này được Fritsch miêu tả khoa học đầu tiên năm 1900.